# Ethniki Odos 53
Die Ethniki Odos 53 (griechisch Εθνική Οδός 53 ‚Nationalstraße 53‘) ist eine Straßenverbindung in Nordost-Griechenland. Sie verbindet die Stadt Alexandroupoli (Αλεξανδρούπολη) mit Ormenio (Ορμένιο).

## Verlauf
Die Straße führt von Alexandroupoli in generell nördlicher Richtung zunächst an der Bahnstrecke nach Thessaloniki entlang und über die Autobahn Aftokinitodromos 2 („Egnatia Odos“) (hier kein direkter Anschluss) nach Avas (Άβας) und weiter über Esymi (Αισύμη) und Leptokarya sowie Mega Derio (Μέγα Δέρειο) nach Mikro Derio () am Ufer des Flusses Erythropotamos (der bulgarische Verlauf als Luda reka). Dort quert die Straße den Fluss und führt kurz nach Osten und nach rund 2 km wieder nach Norden durch Metaxades (Μεταξάδες) und Avdella (Αβδέλλα) sowie wieder den Erythropotamos querend nach Ladi (Λάδη). Im weiteren Verlauf nach Norden führt sie an Zoni vorbei nach Kyprinos (Κυπρίνος), überquert den Fluss Arda, passiert Komara (Κόμαρα) und führt nach Pendalofos (Πεντάλοφος) weiter. In Petrota knickt sie nach Osten ab und führt weiter nach Ormenio, wo sie am Ethniki Odos 51 (Europastraße 85) endet, der zum rund 4 km entfernten Grenzübergang Kapitan Petko Wojwoda-Ormenion nach Bulgarien führt.